# كيفن ليهي
كيفن ليهي (بالإنجليزية: Kevin Leahy)‏ هو طبال أمريكي، ولد في 21 مارس 1974.